# Национальный музей (Краков)
Национальный музей в Кракове (пол. Muzeum Narodowe w Krakowie) — музей искусства, находящийся в Кракове, Польша. Зарегистрирован в Государственном реестре музеев.

## История
Музей был основан 7 октября 1879 года решением Городского совета Кракова.
Сначала музей помещался в двух залах на втором этаже краковских суконных рядов на центральной рыночной площади.
Коллекции музея умножались благодаря щедрым пожертвованиям граждан Кракова, включавшим произведения живописи, скульптуры, гравюры и художественного ремесла.
К музею присоединялись новые отделения в исторических зданиях, в частности в домах покойных краковских художников.
В 1934 году было начато строительство нового, современного здания музея. Первые помещения были переданы в пользование лишь в 1970 году, здание было полностью закончено в 1990 году.
С мая 2017 года в музее находится знаменитая картина Леонардо да Винчи «Дама с горностаем».

## Отделения и филиалы
Картины в коллекции включают шедевры движения «Молодая Польша» (Конрад Кшижановский, Ольга Бознаньская, Юзеф Панкевич, Владислав Слевиньский, Вацлав Шимановский, Людвик Пюгет, Ян Станиславский, Тадеуш Маковский). Польский авангард представляют Збигнев Пронашко, Леон Хвистек, Титус Чижевский, Станислав Осостович, Евгениуш Ванек, Ян Цибис, Ханна Рудзка-Цыбисова, Артур Нахт-Самборский, Ян Шанценбах, Юзеф Чапский, Петр Потворовский, Вацлав Таранчевский, Юлиуш Ионяк.
Коллекция послевоенного искусства включает работы Тадеуша Кантора, Йонаша Штерна, Марии Яремы, Ежи Новосельского, Анджея Врублевского, Катажины Кобро, Алины Шапочников, Марии Пининской-Береш, Катажины Козыры. Здесь также хранятся работы широкого круга влиятельных современных польских художников, в том числе Гжегожа Штвертни, Рафала Буйновского, Вильгельма Саснала, Ядвиги Савицкой, Леона Тарасевича, Станислава Родзинского, Яна Памулы и Яна Тарасина.
Помимо главного здания (Аллея 3-го Мая, 1), в структуру Национального музея включены следующие учреждения:
1. Галерея польского искусства XIX века в краковских суконных рядах
2. Музей Эмерика Гуттен-Чапского (пол. Muzeum Emeryka Hutten-Czapskiego, ul. Piłsudskiego 10-12)
3. Музей Яна Матейко (пол. Dom Jana Matejki, ul. Floriańska 41)
4. Музей Станислава Выспянского (пол. Muzeum Stanisława Wyspiańskiego, ul. Szczepańska 11)
5. Музей Чарторыйских (пол. Muzeum Czartoryskich, ul. św. Jana 19)
6. Библиотека Чарторыйских (пол. Biblioteka Czartoryskich, ul. św. Marka 17)
7. Музей Кароля Шимановского в г. Закопане
8. Музей Юзефа Мехоффера (пол. Muzeum Józefa Mehoffera, ul. Krupnicza 26)
9. Дворец епископа Эразма Циолека (пол. Pałac biskupi Erazma Ciołka, ul. Kanonicza 17)
10. Центр Европейской культуры «Европеум» (пол. Ośrodek Kultury Europejskiej „Europeum”, pl. Sikorskiego 6}